# Silo Lama
Silo Lama is een bestuurslaag in het regentschap Asahan van de provincie Noord-Sumatra, Indonesië. Silo Lama telt 3585 inwoners (volkstelling 2010).